# 大沢朋也
大沢 朋也（おおさわ ともや、1984年10月22日 - ）は、埼玉県狭山市出身の元サッカー選手。ポジションはフォワード、または攻撃的ミッドフィールダー。

## 来歴
三菱養和スポーツクラブを経て帝京高校で中心選手として活躍。高校在学中から各年代の日本代表に選出され、2001 FIFA U-17世界選手権にも参加した。帝京高校では2学年先輩に田中達也、田村雄三、1学年上に平松大志、同期に中村英之、1期後輩に関口訓充、足助翔などがいる。
帝京高校在学時にはエースとして平山相太、中村北斗らを擁する国見高校を破り、20年ぶりの高校総体優勝を実現した。
2003年、高校卒業後にJ2の大宮アルディージャに入団してプロサッカー選手となり、同年にJリーグデビューを果たしたが、トップチームでの公式戦出場はデビュー戦の1試合のみで、2005年に大宮がJ1に昇格しても出場機会は得られないまま、同年シーズン限りで大宮とは契約満了となった。
2006年、日本フットボールリーグ(JFL)の佐川急便東京SCへ移籍し、活躍の機会を得るがシーズン途中に負傷して長期離脱。その後、2007年からは同チームを含む合併により成立した佐川急便サッカークラブ（2008年よりSAGAWA SHIGA FC）に加入した。当初は出場機会が少なかったものの、2008年シーズンは11月1日のアルテ高崎戦でハットトリックを達成 するなど結果を残し、主に左サイドMFとしてレギュラーに定着した。
2009年には全試合に出場するとともに、10得点をあげてベストイレブンに選出。チームが2度目の優勝を決めた11月22日のジェフリザーブズ戦では決勝ゴールを挙げた。その後も中心選手の一人として活躍を続けたが、2012年シーズン終了をもってSAGAWA SHIGA FCは活動停止となりチームを離れた。
2013年には同じJFLのカマタマーレ讃岐に加入。この年はチームが首位を争うなかで攻撃陣の一角として活躍、リーグ2位進出と入替戦を経てのJ2参入に貢献した。翌2014年は負傷でシーズン序盤を欠場しチームも低迷したが、5月6日の東京ヴェルディ戦で11年ぶりのJリーグ出場を果たす など17試合に出場した。2015年には出場登録メンバーを外れる時期が長く続いたものの、10月下旬にシーズン初先発を果たすと奮闘をみせ、チームが残り試合を無敗とする復調の原動力となった。
2017年シーズン末に讃岐から契約満了通告を受け、
同年12月に行われたJリーグ合同トライアウトに出場した が、新たな所属チームを決めることは無かった。
2018年1月、現役引退と、大宮アルディージャの地域プロデュース部U-12コーチに就任することが発表された。

## 所属クラブ
- 三菱養和清瀬SS
- 三菱養和SCJrユース
- 2000年 - 2002年 帝京高校
  - 2002年 浦和レッドダイヤモンズ (強化指定選手)
- 2003年 - 2005年 大宮アルディージャ
- 2006年 - 2012年 佐川急便東京SC/佐川急便SC/SAGAWA SHIGA FC
- 2013年 - 2017年　カマタマーレ讃岐

## 個人成績
| 国内大会個人成績 | 国内大会個人成績       | 国内大会個人成績 | 国内大会個人成績 | 国内大会個人成績 | 国内大会個人成績 | 国内大会個人成績 | 国内大会個人成績 | 国内大会個人成績 | 国内大会個人成績 | 国内大会個人成績 | 国内大会個人成績 |
| 年度             | クラブ                 | 背番号           | リーグ           | リーグ戦         | リーグ戦         | リーグ杯         | リーグ杯         | オープン杯       | オープン杯       | 期間通算         | 期間通算         |
| 年度             | クラブ                 | 背番号           | リーグ           | 出場             | 得点             | 出場             | 得点             | 出場             | 得点             | 出場             | 得点             |
| 日本             | 日本                   | 日本             | 日本             | リーグ戦         | リーグ戦         | リーグ杯         | リーグ杯         | 天皇杯           | 天皇杯           | 期間通算         | 期間通算         |
| ---------------- | ---------------------- | ---------------- | ---------------- | ---------------- | ---------------- | ---------------- | ---------------- | ---------------- | ---------------- | ---------------- | ---------------- |
| 2003             | 大宮                   | 32               | J2               | 1                | 0                | -                | -                | 0                | 0                | 1                | 0                |
| 2004             | 大宮                   | 30               | J2               | 0                | 0                | -                | -                | 0                | 0                | 0                | 0                |
| 2005             | 大宮                   | 26               | J1               | 0                | 0                | 0                | 0                | 0                | 0                | 0                | 0                |
| 2006             | 佐川東京               | 11               | JFL              | 22               | 2                | -                | -                | -                | -                | 22               | 2                |
| 2007             | 佐川急便/ SAGAWA SHIGA | 27               | JFL              | 8                | 0                | -                | -                | 0                | 0                | 8                | 0                |
| 2008             | 佐川急便/ SAGAWA SHIGA | 20               | JFL              | 30               | 4                | -                | -                | 1                | 0                | 31               | 4                |
| 2009             | 佐川急便/ SAGAWA SHIGA | 20               | JFL              | 34               | 10               | -                | -                | 1                | 0                | 35               | 10               |
| 2010             | 佐川急便/ SAGAWA SHIGA | 20               | JFL              | 28               | 1                | -                | -                | 1                | 0                | 29               | 1                |
| 2011             | 佐川急便/ SAGAWA SHIGA | 20               | JFL              | 29               | 4                | -                | -                | 1                | 0                | 30               | 4                |
| 2012             | 佐川急便/ SAGAWA SHIGA | 20               | JFL              | 23               | 2                | -                | -                | 3                | 0                | 26               | 2                |
| 2013             | 讃岐                   | 8                | JFL              | 30               | 3                | -                | -                | 2                | 0                | 32               | 3                |
| 2014             | 讃岐                   | 8                | J2               | 17               | 0                | -                | -                | 1                | 0                | 18               | 0                |
| 2015             | 讃岐                   | 8                | J2               | 6                | 0                | -                | -                | 0                | 0                | 6                | 0                |
| 2016             | 讃岐                   | 8                | J2               | 8                | 0                | -                | -                | 0                | 0                | 8                | 0                |
| 2017             | 讃岐                   | 8                | J2               | 4                | 0                | -                | -                | 0                | 0                | 4                | 0                |
| 通算             | 日本                   | 日本             | J1               | 0                | 0                | 0                | 0                | 0                | 0                | 0                | 0                |
| 通算             | 日本                   | 日本             | J2               | 36               | 0                | -                | -                | 1                | 0                | 37               | 0                |
| 通算             | 日本                   | 日本             | JFL              | 204              | 26               | -                | -                | 9                | 0                | 213              | 26               |
| 総通算           | 総通算                 | 総通算           | 総通算           | 240              | 26               | 0                | 0                | 10               | 0                | 250              | 26               |

その他の公式戦
- 2014年
  - J2・J3入れ替え戦 1試合0得点
- Jリーグ初出場 - 2003年10月11日 J2第38節 川崎フロンターレ戦（埼玉スタジアム2002）

## 代表歴
- 1999年 U-15日本代表
- 2000年 U-16アジアユース代表
- 2001年 2001 FIFA U-17世界選手権代表
- 2002年 U-18日本代表

## タイトル
チーム
- JFL優勝（2007年、2009年、2011年）

個人
- JFL ベストイレブン (2009年)